# Hilário Moser
Hilário Moser SDB (* 2. Dezember 1931 in Rio dos Cedros, Santa Catarina, Brasilien) ist ein brasilianischer Ordensgeistlicher und emeritierter römisch-katholischer Bischof von Tubarão.

## Leben
Er legte am 31. Januar 1949 in der Ordensgemeinschaft der Salesianer Don Boscos die erste Profess ab. Er studierte Philosophie am Salesianischen Institut für Philosophie und Pädagogik in Lorena sowie Katholische Theologie am Theologischen Institut Pius XI. in São Paulo. Er empfing am 15. August 1958 die Priesterweihe in São Paulo. Er spezialisierte sich und promovierte an der Päpstlichen Universität der Salesianer. In der Ordensgemeinschaft wirkte er als Dogmatikprofessor, Ausbilder und Rektor des Theologischen Instituts Pius XI. in São Paulo. Außerdem war er Provinzial der Provinz São Paulo und Rektor des Internationalen Salesianischen Seminar in Rom.
Am 17. August 1988 ernannte ihn Papst Johannes Paul II. zum Titularbischof von Casae Calanae und zum Weihbischof im Erzbistum Olinda und Recife. Die Bischofsweihe spendete ihm der Apostolische Nuntius in Brasilien, Erzbischof Carlo Furno, am 20. November desselben Jahres in São Paulo. Mitkonsekratoren waren der Erzbischof von Olinda und Recife, José Cardoso Sobrinho OCarm, und der Erzbischof von Mariana, Luciano Pedro Mendes de Almeida. Sein Wahlspruch lautet Iuxta Matrem.
Am 27. Mai 1992 wurde er zum Bischof von Tubarão ernannt. Papst Johannes Paul II. nahm am 15. Juni 2004 seinen vorzeitigen Rücktritt an.